# NGC 5254
NGC 5254 é uma galáxia espiral (Sc) localizada na direcção da constelação de Virgo. Possui uma declinação de -11° 29' 39" e uma ascensão recta de 13 horas, 39 minutos e 38,0 segundos.
A galáxia NGC 5254 foi descoberta em 6 de Maio de 1836 por John Herschel.